# Демјанск
Демјанск (рус. Демя́нск) насељено је место са административним статусом варошице (рус. посёлок городского типа) на северозападу европског дела Руске Федерације. Налази се у јужном делу Новгородске области и административно припада Демјанском рејону чији је уједно и административни центар.
Према проценама националне статистичке службе за 2014. у граду је живело свега 4.859 становника.

## Географија
Варошица Демјанск налази се у јужном делу Новгородске области у равничарском подручју познатом као Демјанска низија (микроцелина Прииљмењске низије). Кроз варош протиче река Јавоњ, притока реке Поле и део басена језера Иљмењ. Налази се на око 181 километар јужније од административног центра области Великог Новгорода.

## Историја
Први писани подаци о насељу пронађени су у једном летопису из 1406. где се помиње као утврђење Демон (Деман, Демјан).
Године 1824. дотадашње село је административном одлуком преображено у град и административно седиште новооснованог Демјанског округа. Године 1927. постаје седиштем истоименог рејона, али и губи градски статус и поново постаје сеоским насељем.
Насеље је тешко страдало у борбама између совјетских и немачких трупа током Другог светског рата (под немачком окупацијом од 9. септембра 1941. до 21. фебруара 1943. године).
Садашњи административни статус урбане варошице има од децембра 1960. године.

## Становништво
Према подацима са пописа становништва 2010. у граду је живело 5.536 становника, док је према проценама националне статистичке службе за 2014. варошица имала 4.859 становника.
| 1939. | 1959. | 1970. | 1979. | 1989. | 2002. | 2010. | 2014. |
| ----- | ----- | ----- | ----- | ----- | ----- | ----- | ----- |
| 2.441 | 3.752 | 4.319 | 5.158 | 5.999 | 5.825 | 5.365 | 4.859 |